# 塔拉特·沙耶卜
塔拉特·沙耶卜（英語：Talaat al-Shayeb，1942年—2017年4月1日）是一位埃及作家、翻译家和知识分子。他翻译和评论了许多国际文学作品。
沙耶卜还编辑了马来西亚首相马哈迪·莫哈末著作的完整百科全书，并翻译了三本书，包括：《伊斯兰与伊斯兰国家》（Islam and the Islamic Nation）、《亚洲新计划》（A New Plan for Asia）和《挑战》（Challenge）。
他于2017年4月1日去世。